# Старі Шордани
Старі Шорда́ни (рос. Старые Шорданы, чув. Кивĕ Шуртан) — присілок у складі Вурнарського району Чувашії, Росія. Входить до складу Малояуського сільського поселення.
Населення — 192 особи (2010; 221 у 2002).
Національний склад:
- чуваші — 100 %